# Vendela Skytte
Vendela Skytte, también escrito como Wendela Skytte (8 de  diciembre de 1608 – 18 de agosto de 1629) fue una noble sueca, habitual de salones literarios a la vez que escritora, poeta e intelectual. Durante su vida se convirtió en un ideal de mujer ilustrada.

## Biografía
Vendela Skytte era hija del noble y estadista Johan Skytte y de Maria Näf. Fue así tía de Gustav Skytte, Maria Skytte y Christina Anna Skytte. Se crio en un entorno donde humanistas como Tomás Moro, Erasmo de Róterdam y Juan Luis Vives eran populares y recibió la misma educación como que sus hermanos por parte de su padre. Su hermana Anna Skytte también fue conocida por su erudición. Estudió teología, ética, historia, filología y geología, y dominaba latín, francés, alemán y griego. Escribía en latín y escribía poesía. Este nivel educativo era inusualmente alto para mujeres de la nobleza sueca. 
Vendela Skytte fue famosa por su erudición y sus conocimientos, algo considerado inusual en una mujer. Se la solía alabar por haber mantenido su feminidad pese a su intelecto, dado que ambas cualidades se tenían por opuestas entre sus contemporáneos. Georg Stiernhielm la llamó »Sexus et sæculi miraculum» ("La maravilla de su tiempo y su sexo"). Se le ha considerado la mujer más ilustrada de Suecia hasta la reina Cristina de Suecia. 
Organizó un salón donde se rodeó de científicos y artistas y mantuvo correspondencia con Catharina Burea. Además de sus conocimientos, ganó elogios por su belleza e ingenio. 
Se casó con el teniente coronel y noble Hans Kyle en mayo de 1626. Durante su matrimonio su maridoestuvo en el ejército de Gustavo II Adolfo durante la guerra de los Treinta Años y Vendela le acompañó durante su periplo bélico en Alemania.
Según la leyenda, Vendela Skytte mantuvo un debate religioso con jesuitas de la Universidad de Braunsberg (Prusia) "donde ella, con habilidad superior en latín, cuestionó los ideales más sagrados de la religión católica", y ganó el debate en perfecto latín.[cita requerida]
Vendela Skytte murió de la peste junto con su bebé tras haber dado a luz en Stralsund durante una visita a su esposo en Alemania. Su cuerpo fue llevado a Suecia y enterrado en Uppsala. Dejó dos hijas: su hija Hillevi Kyle llegaría también a ser conocida en los círculos ilustrados suecos.
Fue una de las primeras seis mujeres en la historia sueca con un retrato en la colección de la Galería Nacional de Suecia en Gripsholm, al lado Brígida de Suecia, Hedvig Charlotta Nordenflycht, Barbro Stigsdotter, Sophia Rosenhane y Sophia Elisabet Brenner.